# 2336 Xinjiang
2336 Xinjiang eller 1975 WL1 är en asteroid i huvudbältet som upptäcktes den 26 november 1975 av Purple Mountain-observatoriet i Nanjing, Kina. Den är uppkallad efter den kinesiska provinsen Xinjiang.
Asteroiden har en diameter på ungefär 21 kilometer och den tillhör asteroidgruppen Themis.